# NGC 7840
NGC 7840 é uma galáxia espiral (S) localizada na direcção da constelação de Pisces. Possui uma declinação de +08° 23' 05" e uma ascensão recta de 0 horas, 07 minutos e 08,8 segundos.
A galáxia NGC 7840 foi descoberta em 29 de Novembro de 1864 por Albert Marth.